# スマイル・スタイル
『スマイル・スタイル』は、筋肉☆太郎による日本の4コマ漫画作品。
『まんがタイムきらら』（芳文社）にて、2011年1月号から3月号でのゲスト掲載を経て、同年4月号から2014年1月号にかけて連載された。

## あらすじ
山咲百合は高校一年生の女の子。2学期からの転校に合わせて学校の寮「さくら荘」に入寮することになるが、その寮内では本人の到着前から思いもよらない噂が吹き荒れていた。真面目でお人好しの少女が周囲の誤解に振り回されるハイテンションギャグコメディ。

## 登場人物

### さくら荘の住人
山咲 百合（やまざき ゆり）
本作の主人公。高校一年生の少女。2学期から女子校に転入するため、夏休み中に「さくら荘」に引っ越してきた。なお前の学校は東京の共学校であったもようである。
真面目で温厚な普通の女の子だが、学力は高く、料理に裁縫と家事も何でもこなし、また胸も結構ありウエストはかなり細く、さらには体臭まで芳しい。
本人は異性愛者なのだが、「百合」という名前と彩乃の勝手な妄想により「同性愛者である」という誤解を自身の到着前から周囲に流布される。しかしながら前述のハイスペックぶりに加え、飾らない人柄で人当たりが良いこともあって、前の学校・今の学校を問わず同性から絶大な人気を獲得しているため、必ずしも根も葉もない噂というわけでもない。
そのフェロモンの勢いもさらに増し、老若問わず出会った女性を瞬時に虜にするまでになる。
子供のころから両親の仕事の都合で何度も転校を繰り返してきており、そのせいで周囲に気を遣いすぎる性格となった。
絵画（おもに油絵）が趣味で、前の学校では美術部に所属しており、イーゼルを所有している。
1年生のなかでは唯一2階に住んでいる。（真下は彩乃の部屋）
この物語は周囲の誤解に対し、彼女が猛烈に突っ込みを入れることで進行する。
朝宮 ゆめ（あさみや ゆめ）
高校1年生。百合の寮友。関西弁とお下げ髪が特徴の少女。身長は歩より高いが、歩に負けず劣らずの幼児体型である。
思い込みが激しい性格で、寮内で百合の同性愛（誤解）を最も恐れている人物である。と同時に最も百合の魅力に惹かれている人物でもあり、百合のフェロモンに篭絡されそうになっては自分に突っ込みを入れるのが恒例となっている。
明るく朗らかな性格だが、勉強は苦手なうえに、見当違いの言動で百合を混乱に陥れる。
なお、この寮では高校生からは自分で家事をしなくてはならないのだが、自身は家事ができない（歩や紅葉も同様）。
神崎 歩（かんざき あゆむ）
高校1年生。百合の寮友。
小柄であまり感情を表に出さないが小動物的な可愛らしさがあり、同性愛者的な行動を避けている百合でも思わず頻繁にスキンシップをするほど。
昼のドラマ（昼ドラ）が好きで、所かまわず「昼ドラごっこ」をする癖がある。
小さい体格ながら結構な大食いであるが、そのエネルギーが成長に回らない。小学生の頃は紅葉より背が高い時期もあったがすぐに抜かれ、現在は自身の幼児体型に劣等感をもっている。
月山 紅葉（つきやま もみじ）
高校1年生。百合の寮友。4人の中では最も長身で少し男っぽいところがある少女。
勉強はできないわけではないが好きではないもようである。また料理もできないが、裁縫は得意で、歩のエプロンは彼女の手製である。
歩とは小学生のころからの付き合いで、彼女に対しては友情を超えた愛情を抱いているようであるが、本人はそう思っていない。しかし彼女と歩の仲は、二人を題材とした彩乃の同人誌を通して学校中に知れ渡っており、ファンクラブまでできている。
実は相当な資産家の娘で、周囲が何でも世話を焼くため、かつては今とは比較にならないほど引っ込み思案で消極的な性格だった。そんな自分を変えるため実家を出て寄宿舎に入ったのだが、実は今でもじいやが頻繁に世話を焼きに来る。
薗田 彩乃（そのだ あやの）
「さくら荘」の寮長。
平素は温厚で世話好きな女性だが、その実態は「腐女子」。日頃から「ネタ帳」を携帯し、百合たちの同性愛騒動を書き留めては日々同人誌制作に精を出している。なお彼女の同人誌は学校内にも当然のように流通している。
ボーイズラブ（BL）も好むがガールズラブ（GL）はさらに好むようで、百合が誤解された最大の原因は彩乃の妄想と同人誌である。
それでも和沙に比べれば常識人であるため、彼女の寮内での暴走は彩乃が責任を持って制裁する。
料理好きで紅葉たちが高校に上がってからもつい食事を用意するため、彼女たちの家事スキルが上がらない一因となっている。
なお彼女の寮長室は売店にもなっており、かなり奇抜な代物まで扱っている。

### 高等部の関係者
伊藤 和沙（いとう かずさ）
清香女学園の教師。百合たちの1年C組の担任教師。彩乃の友人でもあり「さくら荘」には頻繁に出没する。ただし彩乃には煩わしく思われている。
外見だけなら同性でも見惚れるぐらいの美人だが、その正体は彩乃ですら疎むほどの「変態淑女」であり、美少女をこよなく愛する。
高校のすぐ近くのマンションに住んでいるため、仕事中・プライベート問わず女子高生を視姦する毎日を送っている。
とくに百合を気に入っており、百合の洗濯物の匂いを嗅ぐ・パンツを頭にかぶる、下着を盗む、胸を揉むなど、その奇行はとどまるところを知らず、そのたびに彩乃から、柔道の背負い投げをされたり、目つぶしをされたりといった制裁を受けるが、まったくと言ってよいほど懲りない。
しかし百合と彩乃以外の人物はなぜかその変態性を認識しておらず、ゆめや紅葉たちは教師として慕っている。
単行本の表紙では必ず彼女が隠れて何らかの奇行を行っている。
西谷 絵美（にしたに えみ）
清香女学園の教師。百合の編入試験の際の面接官を担当。美術部の顧問でもある。
一見理知的なようで、その実は和沙と同様の変態であり、面接の際に百合に一目惚れし、その場で求婚するまでに至る。その後も百合を自分のクラスに引き入れようとしたようだが、和沙との争奪戦に敗れたもようである。
だが決して諦めたわけではなく、美術部の見学に訪れた百合と強引に婚姻関係を結ぼうとする。
馬場先生（ばばせんせい）
清香女学園の教師。老齢でベテランのため、かなり頑固で厳しい教師だが、それでも百合のフェロモンには勝てず籠絡される。
聖・天獄門（セイント・ヘブンズゲート）
百合たちと同じ1年C組のクラスメートである二人組の少女。ヘアピンを付けているほうが「あっちゃん」（姓は横内）で、三つ編みのほうが「なっちゃん」である。
なお「聖・天獄門」は自称であり、彼女たち以外は誰もそう呼ばない。
百合を同性愛者と誤解し、クラスの平和を乱す異分子として敵視しており、百合の評判を落とすべく数々の刺客を放つもことごとく籠絡され、ついにはなっちゃんまで百合のフェロモンにやられる。
強気な態度に反して実は影が薄く、同じクラスの紅葉にも顔を憶えられていない。
風紀委員
百合たちと同じ1年C組のクラスメート。
風紀委員だけあってかなり堅い性格をしており、当初は同性愛嫌いを公言し百合を敵視する、やはり百合のフェロモンにやられる。

### 中等部の関係者
山咲 桜（やまざき さくら）
百合の実妹で、百合たちの高校の中等部に通っている。顔は姉に瓜二つだが髪が姉より長くお下げにしている。身長は低く小柄で、ゆめと同じくらい。
しとやかで礼儀正しい性格で姉が大好き。中学生であるため「さくら荘」ではなく寄宿舎に住んでいる。なお彼女の部屋は紅葉が使っていた部屋である。
百合の血族だけあって彼女もまた同性を惹きつける強力なフェロモンを持ち、同級生たちに溺愛されている。

## 舞台
さくら荘（さくらそう）
百合たちの住む学生寮。高等部の学生が住む規定になっている（中等部の学生は寄宿舎に入る）。学校の敷地内にあるため通学に便利である。かつてはほかにも複数の寮が存在したが、作中ではさくら荘だけになっている。
清香女学園（せいかじょがくえん）
百合たちの通う女子高校。小等部や中等部もある。「清く正しく美しく」をモットーに教育を行っている。

## 書誌情報
- 筋肉☆太郎『スマイル・スタイル』芳文社〈まんがタイムKRコミックス〉、全3巻
  1. 2012年2月27日発売 2012年3月13日第1刷発行 ISBN 978-4-8322-4118-3
  2. 2013年1月26日発売 2013年2月10日第1刷発行 ISBN 978-4-8322-4253-1
  3. 2014年2月27日発売 2014年3月14日第1刷発行 ISBN 978-4-8322-4411-5